# Amaioua guianensis
Amaioua guianensis är en måreväxtart som beskrevs av Jean Baptiste Christophe Fusée Aublet. Amaioua guianensis ingår i släktet Amaioua och familjen måreväxter. Inga underarter finns listade i Catalogue of Life.